# Рашад Вон
Рашад Деандре Вон (енгл. Rashad DeAndre Vaughn; Минеаполис, Минесота, 16. август 1996) амерички је кошаркаш. Игра на позицији бека.

## Каријера
Вон је студирао на Универзитету Невада из Лас Вегаса, након чега је на НБА драфту 2015. одабран као 17. пик од стране Милвоки бакса. Играч Милвокија је био до 2018, а потом је у НБА лиги наступао и за Бруклин нетсе и Орландо меџик. У најјачој светској лиги има 139 наступа, уз просечно три поена по мечу. Поред наступа у НБА, Вон је променио и неколико тимова у НБА развојној лиги. 
Крајем јула 2019. потписује уговор са Игокеом. Након што је са Игокеом изборио опстанак у АБА лиги, Вон средином фебруара 2020. споразумно раскида уговор са клубом. Био је најбољи стрелац Игокее у регионалном такмичењу где је на 19 одиграних утакмица просечно бележио 16,5 поена, 3,7 скока и 1,9 асистенције.
У јуну 2020. је потписао двогодишњи уговор са екипом Будућности. Наступио је на само шест утакмица за Будућност, након чега је 23. октобра 2020. добио отказ.